# Frank McLoughlin
Frank McLoughlin (* 1. August 1946 im County Meath) ist ein früherer irischer Politiker der Irish Labour Party und saß als Teachta Dála (Abgeordneter) von 1982 bis 1987 im Dáil Éireann, dem Unterhaus des irischen Parlaments.
McLoughlin versuchte, bei den Wahlen 1977 und 1981 im Wahlkreis Meath einen Sitz zu erringen. Bei den Wahlen im November 1982 konnte er dann in den Dáil Éireann einziehen. Zwischenzeitlich war er auch in den Meath County Council gewählt worden.
Frank McLoughlin ist mit Dympna verheiratet.